# .al
Pour les articles homonymes, voir AL.
.al est le domaine de premier niveau national (country code top level domain : ccTLD) réservé à l'Albanie.